# 斎藤三郎 (裁判官)

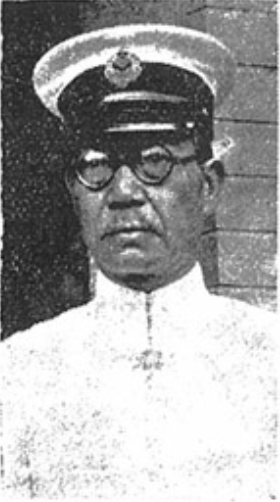
斎藤三郎

斎藤 三郎（さいとう さぶろう、1882年（明治15年）6月16日 - 1955年（昭和30年）1月12日）は、日本の裁判官。

## 経歴
熊本県飽託郡画図村（現在の熊本市東区）出身。1906年（明治39年）、京都帝国大学法科大学
を卒業し、司法官試補となる。広島地方裁判所判事、大阪地方裁判所判事・大阪区裁判所判事、京都地方裁判所判事、大阪控訴院判事、大津地方裁判所判事、大阪地方裁判所判事・大阪区裁判所判事、大阪区裁判所監督判事を歴任した。
大審院判事を務めた後、台湾総督府法院判官に転じ、高等法院長を務めた。
1938年（昭和13年）に退官した後は公証人となったが、1940年（昭和15年）に大審院判事に復職した。